# پلیس خفته را بیدار نکن
«پلیس خفته را بیدار نکن» ([Ne réveillez pas un flic qui dort] Error: {{Lang-xx}}: متن دارای نشانه‌گذاری ایتالیک است (راهنما)) فیلمی در ژانر جنایی و نئو نوآر به کارگردانی خوزه پینیرو است که در سال ۱۹۸۸ منتشر شد.

## بازیگران
- آلن دلون
- میشل سرو
- سرژ رجیانی
- برنارد فارسی
- فئودور آتکین
- فیلیپ نائون
- لوران گملون
- اولیویه مارشال